# 제65회 NHK 홍백가합전
《제65회 NHK 홍백가합전》(일본어: 第65回NHK紅白歌合戦 다이로쿠쥬고카이에누에이치케이코하쿠우타갓센[*])는 2014년 12월 31일에 방송된 통산 65회째인 NHK 홍백가합전이다.

## 사회자
- 종합사회 - 우도 유미코 아나운서
- 홍조(紅組)사회 - 요시타카 유리코
- 백조(白組)사회 - 아라시 전원

## 게스트 심사원
- 나카조네 미호 : 2014년 연속 TV 소설 『하나코와 앤』의 각본가.
- 오노에 마츠야 (2대) : 「가부키계의 프린스」로 불리며 가부키뿐 아니라 다방면으로 활동.
- 니나가와 미카 : 사진작가이자 영화감독으로, 2020년 하계 올림픽·패럴림픽 조직위원회 이사로 취임.
- 야마나카 신야 : 교토 대학 iPS 세포 연구소 소장으로, 유도만능줄기세포를 응용한 수술을 실시하였다.
- 이노우에 마오 : 2015년에 방영할 NHK 대하드라마 『꽃 타오르다』의 주인공 가토리 미와코 역.
- 아베 히로시 : NHK BS 프리미엄 『ザ・プレミアム』의 〈超常現象〉편에서 내레이션을 맡았다. 또 제 38회 몬트리올 국제 영화제에서 심사원 특별상 그랑프리와 에큐메니칼 심사원상을 수상한 영화 『ふしぎな岬の物語』에 주연으로 출연하였다.
- 나카마 유키에 : 『하나코와 앤』에서 하야마 렌코 역. 2015년에는 연극 『放浪記』에 출연.
- 타모리 : 2015년 4월부터 방영하는 NHK 종합 텔레비전 프로그램 『ブラタモリ』4 시리즈에도 출연.
- 쿠로야나기 테츠코 : 여배우로, 일본 방송계를 지켜봐 온 레전드.

## 결과
아카구미(紅組)- 481,221표, 시로구미(白組)- 535,458표로 시로구미가 우승하였다.

## 출장가수
진한 글씨는 첫 출장을 나타냄.

괄호 안의 숫자는 출장횟수를 나타냄.

### 1부
- 아카구미(紅組) :
  - HKT48 (1) 〈メロンジュース〉
  - E-girls (2) 〈Highschool ♡ love〉
  - miwa (2) 〈Faith〉
  - SKE48 (3) 〈不器用太陽〉
  - NMB48 (2) 〈イビサガール〉
  - 후지 아야코 (20) 〈あや子のお国自慢だよ～がんばろな東北！！～〉
  - "미즈키 나나 (6) 〈紅白2014スペシャルコラボレーション[1]〉 (합동 공연)"
  - 고다이 나츠코 (21) 〈ひとり酒〉
  - 니시노 카나 (5) 〈Darling〉
  - 코자이 카오리 (18) 〈酒のやど〉
  - 덴도 요시미 (19) 〈やっぱ好きやねん〉
  - 사카모토 후유미 (26) 〈男の火祭り〉
  - 와다 아키코 (38) 〈古い日記～2014紅白スペシャル～〉

- 시로구미(白組) :
  - Sexy Zone (2) 〈紅白にＨＩＴＯＭＥＢＯＲＥ[2]〉
  - AAA (5) 〈さよならの前に〉
  - 후쿠다 코헤이 (2) 〈東京五輪音頭〉
  - 고 히로미 (27) 〈９９は終わらない〉
  - 포르노그라피티 (13) 〈アポロ〉
  - "T.M.Revolution (5) 〈紅白2014スペシャルコラボレーション〉 (합동 공연)"
  - 크리스 하트 (2) 〈糸〉
  - 三代目 J Soul Brothers (3) 〈R.Y.U.S.E.I.〉
  - 호소카와 타카시 (38) 〈応援歌、いきます〉
  - 토쿠나가 히데아키 (9) 〈花は咲く〉
  - 모리 신이치 (47) 〈年上の女（ひと）〉
  - V6 (1) 〈ＷＡになっておどろう〉

### 2부
- 아카구미(紅組) :
  - 아야카 (7) 〈にじいろ〉
  - May J. (1) 〈Let It Go～ありのままで～〉
  - Perfume (7) 〈Cling Cling〉
  - 모모이로 클로버 Z (3) 〈My Dear Fellow with Mononofu JAPAN〉
  - 미즈모리 카오리 (12) 〈島根恋旅〉
  - 이키모노가카리 (7) 〈GOLDEN GIRL〉
  - 캬리 파뮤파뮤 (3) 〈きらきらキラー〉
  - 칸다 사야카 (2) (&이디나 멘젤) 〈生まれてはじめて 〜 Let It Go 〜ありのままで〜〉
  - 시이나 링고 (2) 〈ＮＩＰＰＯＮ ―紅白ボーダレス篇―〉
  - 야쿠시마루 히로코 (1) 〈Woman“Wの悲劇”より〉
  - 이시카와 사유리 (37) 〈天城越え〉
  - AKB48 (7) 〈心のプラカード〉
  - 나카지마 미유키 (2) 〈麦の唄〉
  - 마츠다 세이코 (18) 〈あなたに逢いたくて～Missing You～〉

- 시로구미(白組) :
  - SEKAI NO OWARI (1) 〈Dragon Night〉
  - 골든 봄버 (3) 〈女々しくて〉
  - 칸쟈니∞ (3) 〈オモイダマ〉
  - 히카와 키요시 (15) 〈ちょいときまぐれ渡り鳥〉
  - 이츠키 히로시 (44) 〈よこはま・たそがれ〉
  - TOKIO (21) 〈LOVE YOU ONLY〉
  - SMAP (22) 〈みんなで歌おう！SMAPメドレー[3]〉
  - EXILE (10) 〈NEW HORIZON〉
  - 나가부치 쓰요시 (4) 〈明日へ続く道〉
  - 후쿠야마 마사하루 (7) 〈2014スペシャルメドレー[4]〉
  - 미와 아키히로 (3) 〈愛の讃歌〉
  - 아라시 (6) 〈2014 Thanks Medley[5]〉